# Wasserturm Rottweil

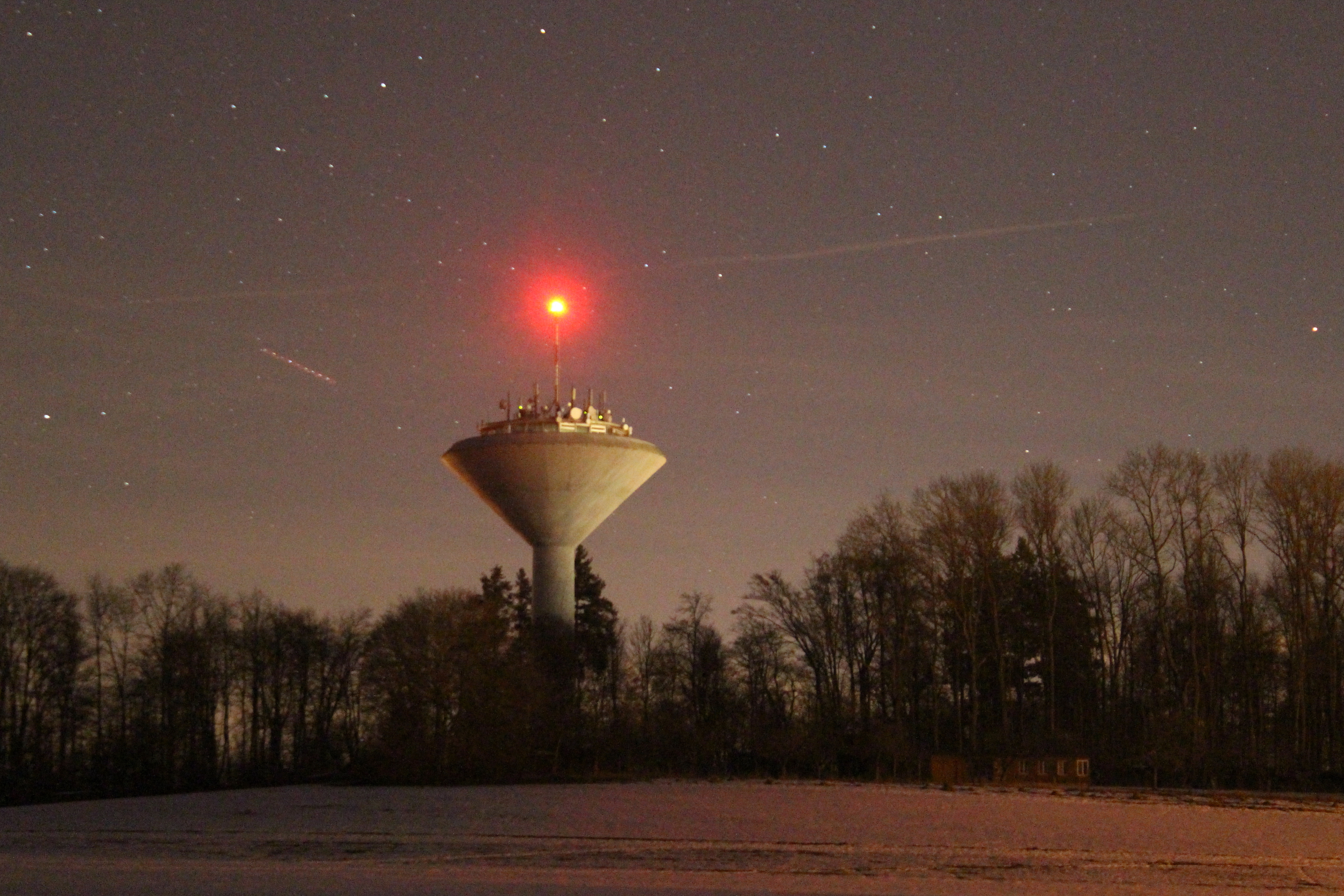
Wasserturm Rottweil, 2015

Der Wasserturm Rottweil ist ein 1974 fertiggestellter, knapp 50 m hoher ehemaliger Wasserturm im Südwesten der baden-württembergischen Stadt Rottweil.
Der Turm wird auch von zahlreichen Funkdiensten genutzt und besitzt auf seiner Spitze einen rot-weißen Antennenmast, der mit einer Hindernisbefeuerung versehen ist.
Der Wasserturm mit kelchförmigem Behälter (750 Kubikmeter Fassungsvermögen) stand im Eigentum der Energieversorgung Rottweil. Er wurde 2015 außer Betrieb genommen und im April 2017 verkauft. Erworben wurde der Turm durch das bislang in Schömberg ansässige IT-Unternehmen mawa-solutions GmbH, das seinen Firmensitz im Januar 2020 in die Plattform des Turms auf 44 Metern Höhe verlegt hat.